# Vester Torup Sogn
Vester Torup Sogn er et sogn i Jammerbugt Provsti (Aalborg Stift).
I 1800-tallet var Vester Torup Sogn anneks til Klim Sogn. Begge sogne hørte til Vester Han Herred i Thisted Amt. Vester Torup-Klim sognekommune blev ved kommunalreformen i 1970 indlemmet i Fjerritslev Kommune, som ved strukturreformen i 2007 indgik i Jammerbugt Kommune.
I Vester Torup Sogn ligger Torup Kirke.
I sognet findes følgende autoriserede stednavne:
- Selbjerg Vejle (areal)
- Stenbjerg (areal)
- Torup Holme (bebyggelse)
- Torup Kløv (bebyggelse)
- Torup Kær (bebyggelse)
- Torup Plantage (areal)
- Thorup Strand (bebyggelse, ejerlav)
- Ullerup (bebyggelse, ejerlav)
- Vester Torup (bebyggelse, ejerlav)
- Ålpyt (vandareal)